# Larry Heard
Larry Heard, conosciuto anche come Mr. Fingers, (Chicago, 31 maggio 1960) è un disc jockey e produttore discografico statunitense.
È considerato una delle figure più importanti della musica Chicago house, sia grazie ai suoi lavori da solista, sia come membro del gruppo Fingers Inc., con cui ha prodotto l'album Another Side, primo LP house.

## Biografia
Larry Heard, nato a Chicago,cresce ascoltando jazz e Motown e impara a suonare vari strumenti. A 17 anni fa parte della cover band jazz fusion Infinity (di cui fa anche parte Adonis).
Heard inizia a produrre musica nel 1984 quando compra un sintetizzatore e una drum machine e dopo pochi giorni produce tre capisaldi della musica house: Mistery of Love (1985), Can You Feel It? e Washing Machine (1986). Incontra Robert Owens con cui, insieme a Ron Wilson, fonda il gruppo Fingers Inc. e pubblicano l'album Another Side (1988). Allo stesso tempo inizia a produrre tracce con lo pseudonimo di Mr. Fingers per Trax Records, che pubblica la compilation di suoi brani Amnesia (1988) senza il suo permesso.
Nel 1991 pubblica il suo primo album come Mr. Fingers, Introduction e nel 1995 pubblica Sceneries Not Songs, Vol. 1, primo album che porta il suo nome. Nel 2012 smette di esibirsi come DJ, anche per problemi all'udito, ma continua a produrre, principalmente come Larry Heard ma nel 2018 torna a pubblicare con il suo pseudonimo un nuovo album, Cerebral Hemispheres.

## Discografia

### Collaborazioni

#### Con Fingers Inc.
- Another Side (1988)

#### Con The It
- On Top of The World (1990)

### Solista

#### Mr. Fingers
- Ammnesia (1988)
- Introduction (1992)
- Back to Love (1994)
- Cerebral Hemispheres (2018)

#### Larry Heard
- Sceneries Not Songs Volume 1 (1994)
- Sceneries Not Songs Volume Tu (1995)
- Alien (1996)
- Dance 2000 Part 1 (1997)
- Dance 2000 Part 2 (1998)
- Genesis (1999)
- Love's Arrival (2001)
- Where Life Begins (2003)
- Loose Fingers: Soundtrack from the Duality Double-Play (2005)